# ポンチュー伯

ポンチュー伯の紋章

ポンチュー伯（フランス語：Comté de Ponthieu）は、ソンム川河口を中心とする地を領したフランスの貴族である。モルテメールの戦いの後、ギー1世がノルマンディー公ギヨーム2世（後のイングランド王ウィリアム1世）に服従したことで、ノルマンディー公の臣下となった。最終的に伯領はエリナー・オブ・カスティルの持参金の一部となり、イングランド王室の手に渡った。百年戦争での激しい争いの末、最終的にフランス王領となり、ポンチュー伯の称号は王室の儀礼称号となった。

## 歴代伯

### モントルイユ家
- エルゴー3世 - モントルイユ伯。926年にノルマン人との戦いで戦死。
- エルルアン2世 - モントルイユ伯（926年 - 1945年）
- ロジェ - モントルイユ伯
- ギヨーム1世 - モントルイユ伯
- イルドゥアン - モントルイユ伯

### ポンチュー家
- ユーグ1世（1000年頃没） - モントルイユ伯
- アンゲラン1世（1000年頃 - 1045年頃） - モントルイユ伯
- ユーグ2世（1045年頃 - 1052年） - アブヴィル領主
- アンゲラン2世（1052年- 1053年） - ノルマンディー公ロベール1世の娘アデライードと結婚。弟ギー1世が伯位を継承[3][4][5]。
- ギー1世（1053年 - 1100年） - ユーグ2世の息子。一人娘アニェスが伯位を継承[6]。
- アニェス（1100年 - 1105年以前） - 1103年以前没[7]。1087年頃に第3代シュルーズベリー伯・アランソン伯ロベール・ド・ベレームと結婚[8]

### モンゴメリー家（ベレーム家）
- ロベール・ド・ベレーム - 第3代シュルーズベリー伯。ポンチュー女伯アニェスと結婚
- ギヨーム3世（1105年以前 - 1172年6月20日） - アランソン伯。生前にポンチューを長男ギー2世に譲り、アランソンは次男ジャン1世（1191年2月24日没）に譲った。ジャン1世はイングランド王ヘンリー2世の従妹ベアトリス・ダンジュー（メーヌ伯エリー2世の娘）と結婚した。
- ギー2世（? - 1147年）
- ジャン1世（1147年 - 1191年）
- ギヨーム4世（1191年 - 1221年） - モントルイユ伯
- マリー（1221年 - 1251年） - モントルイユ女伯
  - シモン・ド・ダンマルタン - マリーの夫

### ダンマルタン家
- ジャンヌ・ド・ダンマルタン（1251年 - 1279年） - モントルイユ女伯
  - カスティーリャ王フェルナンド3世 - ジャンヌの夫
- エリナー・オブ・カスティル（1279年 - 1290年） - モントルイユ女伯

### イングランド王家
- エドワード2世（1290年 - 1325年） - モントルイユ伯
- エドワード3世（1325年 - 1336年） - モントルイユ伯

（フランス王フィリップ6世により没収）

### ブルボン家
- ラ・マルシュ伯ジャック1世

（ブレティニー条約により返還される）

### イングランド王家
- エドワード3世（1360年 - 1369年）

（再びフランスにより没収）

### フランス王家
- シャルル7世（1403年 - 1422年）
- （王領）
- アングレーム公シャルル・ド・ヴァロワ（1573年 - 1650年）
- アングレーム公ルイ＝エマニュエル・ド・ヴァロワ（1650年 - 1653年）
- （王領）
- ベリー公シャルル・ド・ブルボン（1710年 - 1714年）
- （王領）
- シャルル10世（1830年 - 1836年）